# Mariinskita
La mariinskita és un mineral de la classe dels òxids. Rep el nom del dipòsit de Mariinskoe, a Rússia, la seva localitat tipus.

## Característiques
La mariinskita és un òxid de fórmula química BeCr₂O₄. Va ser aprovada com a espècie vàlida per l'Associació Mineralògica Internacional l'any 2011, sent publicada per primera vegada el 2013. Cristal·litza en el sistema ortoròmbic. La seva duresa a l'escala de Mohs és 8,5. És l'anàleg amb cromi dominant del crisoberil.
Segons la classificació de Nickel-Strunz, la mariinskita hauria de pertànyer a "04.BA: Òxids amb proporció Metall:Oxigen = 3:4 i similars, amb cations de mida petita i mitja» juntament amb el crisoberil i la manganostibita.
L'exemplar que va servir per a determinar l'espècie, el que es coneix com a material tipus, es troba conservat a les col·leccions del Museu Mineralògic Fersmann, de l'Acadèmia de Ciències de Rússia, a Moscou (Rússia), amb el número de registre: 4159/1.

## Formació i jaciments
Va ser descoberta al dipòsit de Mariinskoe, situat dins l'àrea d'Izumrudnye Kopi, a Malyshevo (óblast de Sverdlovsk, Rússia), on es troba en forma de grans anèdrics fins. També ha estat descrita al dipòsit de Bazhenovsk, a la localitat d'Asbest, també a l'óblast de Sverdlovsk, i a Malmyzh, al krai de Khabàrovsk. Aquests tres indrets, tots ells a Rússia, són els únics de tot el planeta on ha estat descrita aquesta espècie mineral.